# Катастрофа DC-8 под Парамарибо
Катастрофа DC-8 под Парамарибо — крупная авиационная катастрофа, произошедшая в среду 7 июня 1989 года. Авиалайнер Douglas DC-8-62 авиакомпании Surinam Airways выполнял межконтинентальный рейс PY764 по маршруту Амстердам—Парамарибо, но при заходе на посадку рухнул на землю в 3 километрах от аэропорта Парамарибо. Из находившихся на его борту 187 человек (178 пассажиров и 9 членов экипажа) выжили 11; среди погибших оказались члены команды нидерландских футболистов («Colourful 11»).
На 2020 год катастрофа рейса 764 остаётся крупнейшей авиакатастрофой в истории Суринама.

## Самолёт
Douglas DC-8-62 (регистрационный номер N1809E, заводской 46107, серийный 498) был выпущен в 1969 году. 17 ноября того же года был взят в лизинг авиакомпанией Braniff Airways, в которой получил бортовой номер N1809E. 15 июня 1983 года был арендован компанией «International Air Leases (IAL)», от неё 21 ноября того же года был взят в лизинг авиакомпанией Arrow Air. 6 января 1984 года был взят в лизинг авиакомпанией Surinam Airways, в которой получил имя Fajalobi; в марте 1986 года был полностью выкуплен. 10 июля 1987 года был арендован авиакомпанией Tropical Airways, но уже 2 августа вернулся в Surinam Airways, в которой получил новое имя Anthony Nesty. Оснащён четырьмя турбовентиляторными двигателями Pratt & Whitney JT3D-7. На день катастрофы совершил 20 342 цикла «взлёт-посадка» и налетал 52 706 часов.

## Экипаж и пассажиры
Самолётом управлял экипаж из 9 человек; 6 бортпроводников были суринамцами, а члены кабинного экипажа (3 пилота) — американцами. Состав кабинного экипажа был таким:
- Командир воздушного судна (КВС) — 66-летний Уилберт Роджерс (англ. Wilbert Rogers). Очень опытный пилот, управлял самолётом Boeing 747. Налетал 19 450 часов, свыше 8800 из них на Douglas DC-8.
- Второй пилот — 34-летний Глин Тобиас (англ. Glyn Tobias). Опытный пилот, управлял самолётами Short 330 и Boeing 737. Налетал свыше 6600 часов, количество лётных часов на Douglas DC-8 неизвестно.
- Бортинженер — 65-летний Уоррен Роуз (англ. Warren Rose). Управлял самолётами Douglas DC-6, McDonnell Douglas DC-10 и Boeing 727. Налетал свыше 26 600 часов, свыше 720 из них на Douglas DC-8.

| Гражданство | Пассажиры | Экипаж | Всего |
| ----------- | --------- | ------ | ----- |
| Нидерланды  | 20        | 0      | 20    |
| США         | 0         | 3      | 3     |
| Суринам     | 3         | 6      | 9     |
| Не указано  | 155       | 0      | 155   |
| Всего       | 178       | 9      | 187   |

## Хронология событий

### Вылет
Рейс PY764 вылетел из Амстердама в 23:25 SRT (22:25 UTC) 6 июня, на его борту находились 9 членов экипажа и 178 пассажиров. Среди пассажиров на борту рейса 764 находилась команда из 18 голландских футболистов суринамского происхождения «Colourful 11», которая летела на историческую родину с целью участия в турнире с тремя местными клубами.
Восьмерым более именитым голландским игрокам, чьё участие в турнире планировалось, отказали в участии их клубы, мотивируя отказ необходимостью подготовки к предстоящему футбольному сезону; этими игроками были Рууд Гуллит, Франк Райкард, Арон Винтер, Брайан Рой, Стэнли Мензо, Дин Горре, Йос Лухукай и Реджинальд Блинкер. Но в итоге Стэнли Мензо вместе с Хенни Мейером всё же полетел в Парамарибо, но более ранним рейсом.

## Имена пассажиров-футболистов

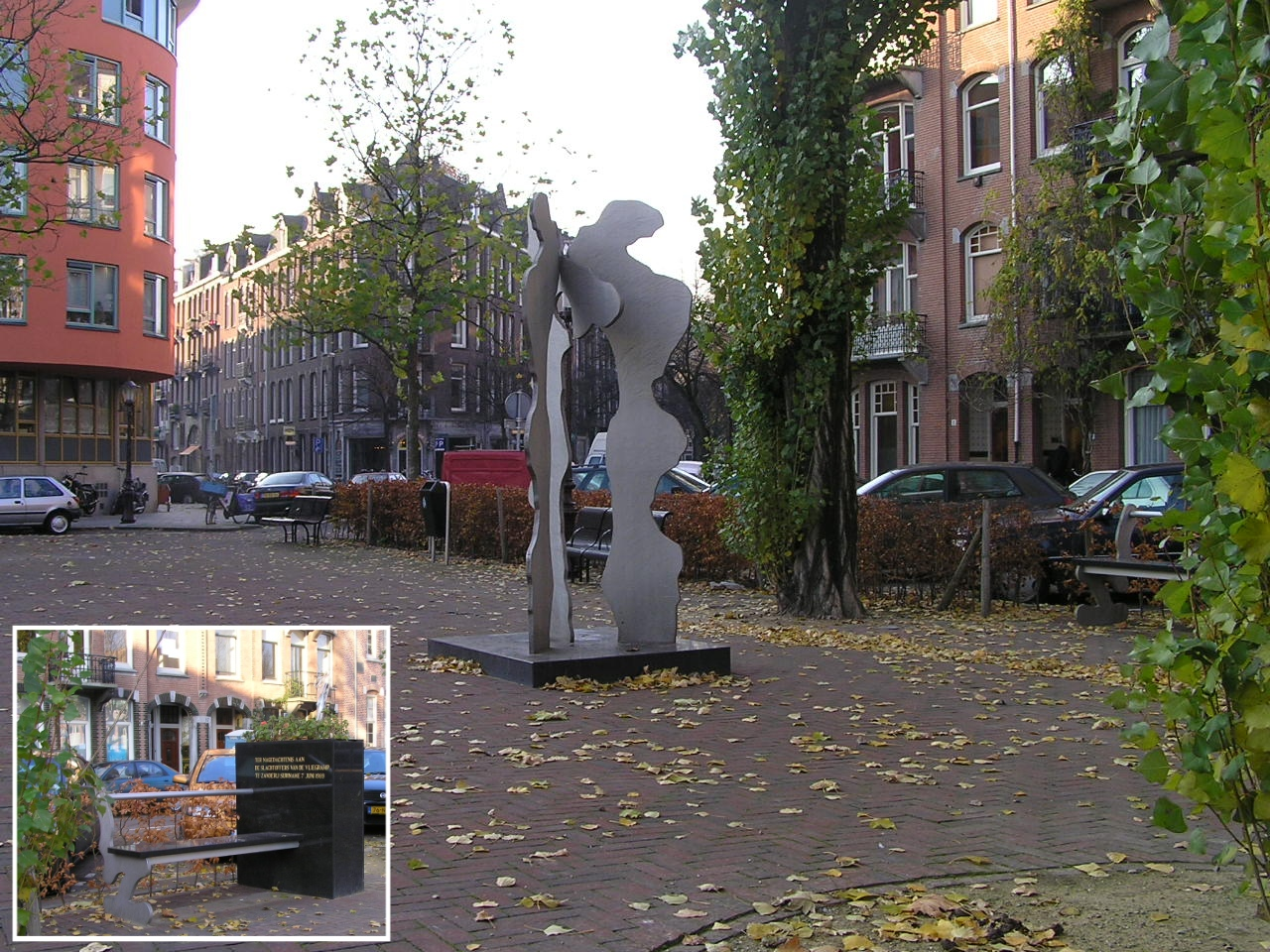
Мемориал рейсу 764 (в Амстердаме)

### Погибшие
- Флориан Вейент[англ.] (нидерл. Florian Vijent), 27 лет — вратарь «Телстара».
- Ллойд Дусбург (нидерл. Lloyd Doesburg), 29 лет — вратарь «Аякса».
- Рууд Дегенар[англ.] (нидерл. Ruud Degenaar), 25 лет — защитник «Хераклеса».
- Рюбен Когелданс[англ.] (нидерл. Ruben Kogeldans), 22 года — защитник «Виллема II».
- Ортвин Лингер[англ.] (нидерл. Ortwin Linger), 21 год — защитник «Харлема»; выжил в катастрофе, но умер через 3 дня.
- Джерри Хатрехт[англ.] (нидерл. Jerry Haatrecht), 25 лет — защитник «Нерляндии»; полетел вместо своего брата Винстона Хатрехта[англ.] (нидерл. Winston Haatrecht), защитника «Херенвена».
- Энди Схармин[англ.] (нидерл. Andy Scharmin), 21 год — защитник «Твенте».
- Андро Кнел[англ.] (нидерл. Andro Knel), 21 год — полузащитник «НАК Бреда».
- Фредерик Патрик[англ.] (нидерл. Frederik Patrick), 23 года — полузащитник «ПЕК Зволле».
- Элфрид Вельдман[англ.] (нидерл. Elfried Veldman), 23 года — нападающий «Де Графсхапа».
- Стивен ван Дорпель[англ.] (нидерл. Steven van Dorpel), 23 года — нападающий «Волендама».
- Вендел Фрэзер[англ.] (нидерл. Wendel Fräser), 22 года — нападающий «Росендала».
- Фритс Годингс[англ.] (нидерл. Frits Goodings), 25 лет — игрок «Вагенингена».
- Вирджелл Юманкхан[англ.] (нидерл. Virgall Joemankhan), 20 лет — игрок «Серкль Брюгге».
- Ник Стинстра[англ.] (нидерл. Nick Stienstra), 33 года — тренер «Хемстеде».

Также в катастрофе погибли мама и сестра Ромео Кастелена (нидерл. Romeo Castelen).

### Выжившие
- Сиги Ленс[англ.] (нидерл. Sigi Lens), 25 лет — нападающий «Фортуны». Получил сложный перелом костей таза.
- Раджиндернат Нандлал[англ.] (нидерл. Radjindernath Nandlal), 25 лет — игрок «Витесса». Получил частичные травмы спинного мозга, но со временем полностью выздоровел.
- Раджин де Хаан[англ.] (нидерл. Radjin de Haan), 19 лет — нападающий «Телстара». Получил перелом позвонка, но со временем полностью выздоровел и ещё 3 года отыграл за «ПСВ» и «Ден Босх».

## Расследование
Несмотря на то, что катастрофа рейса PY764 находилась не под юрисдикцией США, активное участие в её расследовании принимал Национальный совет по безопасности на транспорте (NTSB).